# Pax Hill

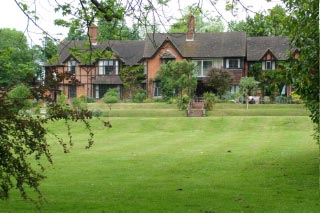
Pax Hill

Pax Hill bei Bentley in England war der Familiensitz des Gründers der Pfadfinderbewegung, Robert Baden-Powell, und dessen Frau Olave.

## Lage
Pax Hill gehört zu Bentley, das in einem Landschaftsschutzgebiet zwischen Farnham und Alton an der Grenze der Grafschaften Surrey und Hampshire liegt. Das Anwesen ist etwa einen halben Kilometer von der Hauptstraße A31 entfernt, die die Grafschaften verbindet.

## Geschichte
Baden-Powell war von 1918 bis 1939 Eigentümer von Pax Hill. Ursprünglich trug das ihm von seinem Schwiegervater 1918 geschenkte Haus den Namen „Blackacre“. Baden-Powell benannte es nach dem Kauf in „Pax Hill“ um, wobei Pax im Lateinischen für Friede steht und Hill auf die leichte Erhebung hindeutet, auf der das Haus steht.
1929 kam es zu einem Einbruch, bei dem ein Teil der persönlichen Erinnerungen der Familie Baden-Powell gestohlen wurden. 1931 zog die Mutter von Olave zu ihnen, als es der Familie Baden-Powell finanziell etwas weniger gut ging und das Personal auf fünf Hausbedienstete und zwei Gärtner reduziert werden musste. Kurz danach erlitt sie einen Schlaganfall und bedurfte intensiver Pflege. 1932 verstarb sie, hinterließ aber Olave nichts.
In den darauffolgenden Jahren unternahmen Baden-Powell und seine Familie viele Reisen in ferne Länder und Kontinente. Die Kinder wurden erwachsen und verließen Pax Hill. Aufgrund seines hohen Alters und aufgrund der vielen Reisen litt die Gesundheit Baden-Powells. Erholung suchten er und seine Frau im Hotel „Outspan“ (Ausgangspunkt zum berühmten Baumhotel „Treetops“) in Kenia.
Die Familie zog 1939 in ihren neuen Wohnsitz „Paxtu“ in Nyeri (Kenia) um, wo Baden-Powell am 8. Januar 1941 starb. Pax Hill wurde in den folgenden Jahren während des Zweiten Weltkriegs durch kanadische Militäreinheiten besetzt; als Entschädigung wurde Olave Baden-Powell eine Wohnung im Hampton Court Palace zuerkannt.
Pax Hill ist seit 1988 Eigentum des derzeitigen Besitzers und wird als ein Altenwohn- und Pflegeheim genutzt.

## Einfluss auf Pfadfindergruppen in Österreich
Die Wiener Pfadfindergruppe 32 hat sich nach dem Familiensitz des Pfadfindergründers benannt. Die Pfadfindergruppe Kaltenleutgeben veranstaltete von 2009 bis 2015 die „Pax Hill Festivity“ mit einer eigenen Variante von Highland Games, um den Pfadfindergedanken in der Region bekannter zu machen.